# Айша Кадафи
Айша ал Кадафи (на арабски: عائشة القذافي) е дъщеря на либийския лидер Муамар Кадафи, бивш посредник и военен служител, бивш посланик на добра воля на ООН и адвокат.
Родена е в Триполи, Либия през 1976 г. Тя е петото дете и единствена биологична дъщеря на бившия либийски лидер Муамар Кадафи от втората му съпруга Сафиа Фаркаш. Известна е с това, че през 2004 г. се присъединява към защитниците на Саддам Хюсеин.

## Образование
Кадафи получава образование в Парижкия университет Дидро и учи право в Парижкия университет 1 Пантеон-Сорбона.

## Военна служба
Обучава се с либийската армия, достигайки до чин подполковник.

## Личен живот
Айша е наречена в арабската преса „Клаудия Шифър от Северна Африка“ заради боядисаната й коса. На 16 април 2006 г. тя се омъжи за Ахмед ал-Кадафи ал-Кахси, внук на чичото на баща й и полковник от армията. Съпругът й е убит при атентата на 26 юли срещу комплекса на Кадафи. Те имат три деца преди падането на режима, едно от които е убито при въздушен удар на НАТО, а друго е убито при бомбардирането на комплекса на Кадафи. Алжирските власти потвърдиха, че тя е родила четвъртото си дете, момиченце, на 30 август 2011 г., след като избяга от Либия с други членове на семейство Кадафи. Малко след като пристигат в Алжир, те се местят в Оман.
Към април 2021 г. тя все още живее в Оман.